# John Home (auteur)
Pour les articles homonymes, voir John Home et Home.
John Home est un auteur dramatique écossais, né dans le comté de Roxburgh le 22 septembre 1722 et mort le 5 septembre 1808. 

## Biographie
Il prend part à la guerre contre les Jacobites en 1745, est fait prisonnier à Falkirk. Il recouvre la liberté après la bataille de Culloden, puis entre dans les ordres et devient ministre du culte d'une paroisse d’Écosse.
Sa tragédie, intitulée Douglas, représentée à Édimbourg en 1756, soulève contre lui l'animadversion de ses confrères. Home abandonne alors ses fonctions ecclésiastiques, se rend à Londres et y fait représenter plusieurs pièces de théâtre qui n'ont pas le succès de la première : Agis (1758) ; le Siège d'Aquilée (1760) ; la Fatale découverte (1769) ; Alonzo (1773) et Alfred (1778). 
De retour en Écosse, il y vit d'une pension que lui a faite lord Bute, et, malgré la médiocrité de sa fortune, il aide maintes fois de sa bourse le mérite littéraire. C'est ainsi qu'il donne de l'argent à Macpherson pour qu'il recueille dans les montagnes d’Écosse les poésies gaéliques, dont il donne la traduction sous le titre de Poèmes d'Ossian. Outre les pièces précitées, on a de Home : Histoire de la rébellion qui a eu lieu en Écosse en 1755-1756, (in-8°).